# Muncho Lake/Mile 462 Water Aerodrome
Muncho Lake/Mile 462 Water Aerodrome är en flygplats i Kanada.   Den ligger i provinsen British Columbia, i den centrala delen av landet, 3 600 km väster om huvudstaden Ottawa. Muncho Lake/Mile 462 Water Aerodrome ligger 835 meter över havet. Den ligger vid sjön Muncho Lake.
Terrängen runt Muncho Lake/Mile 462 Water Aerodrome är kuperad söderut, men norrut är den bergig. Muncho Lake/Mile 462 Water Aerodrome ligger nere i en dal som går i nord-sydlig riktning. Trakten runt Muncho Lake/Mile 462 Water Aerodrome är nära nog obefolkad, med mindre än två invånare per kvadratkilometer..